# Crinum kunthianum
Crinum kunthianum là một loài thực vật có hoa trong họ Amaryllidaceae. Loài này được M.Roem. mô tả khoa học đầu tiên năm 1847.

## Hình ảnh

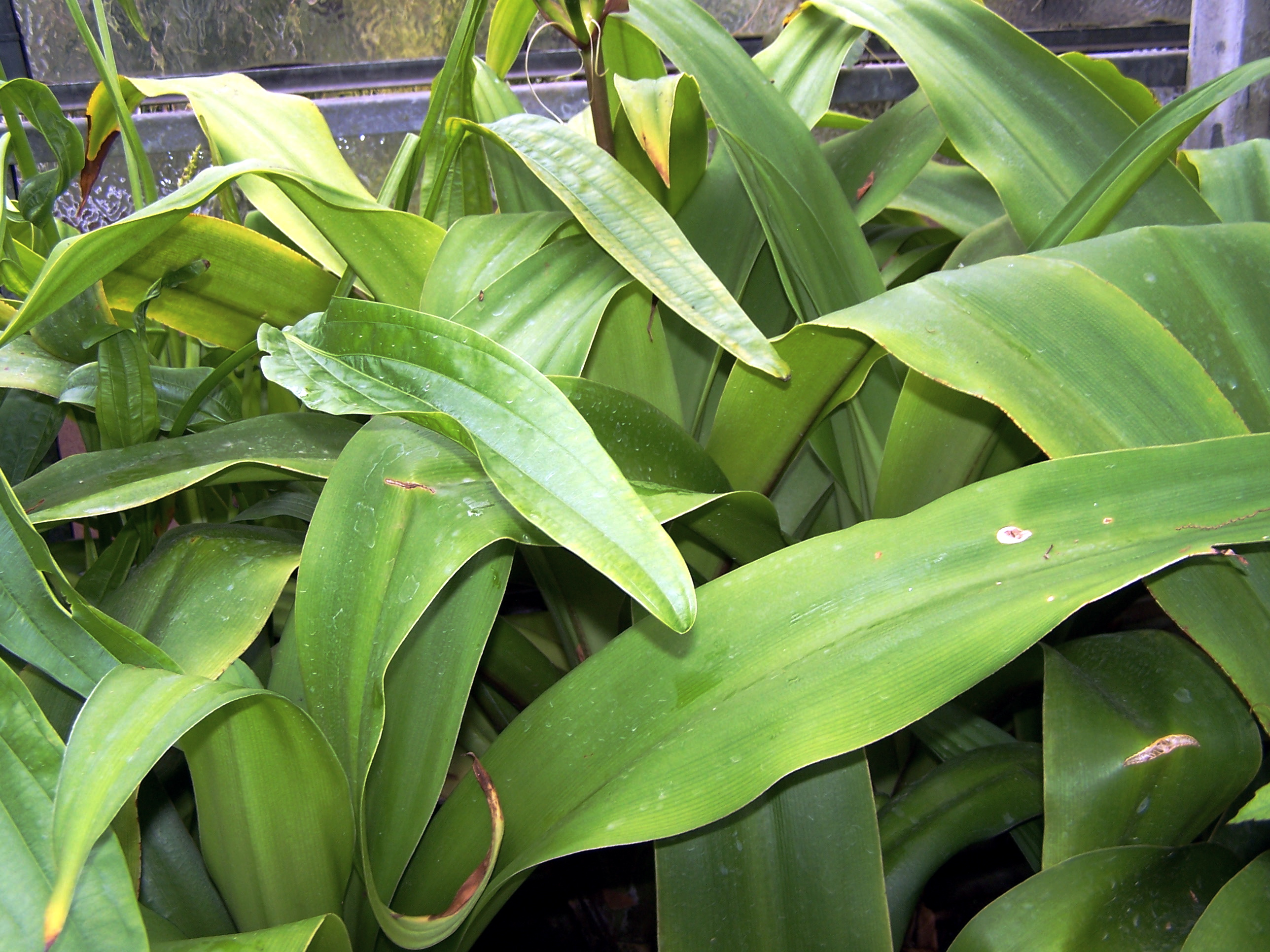
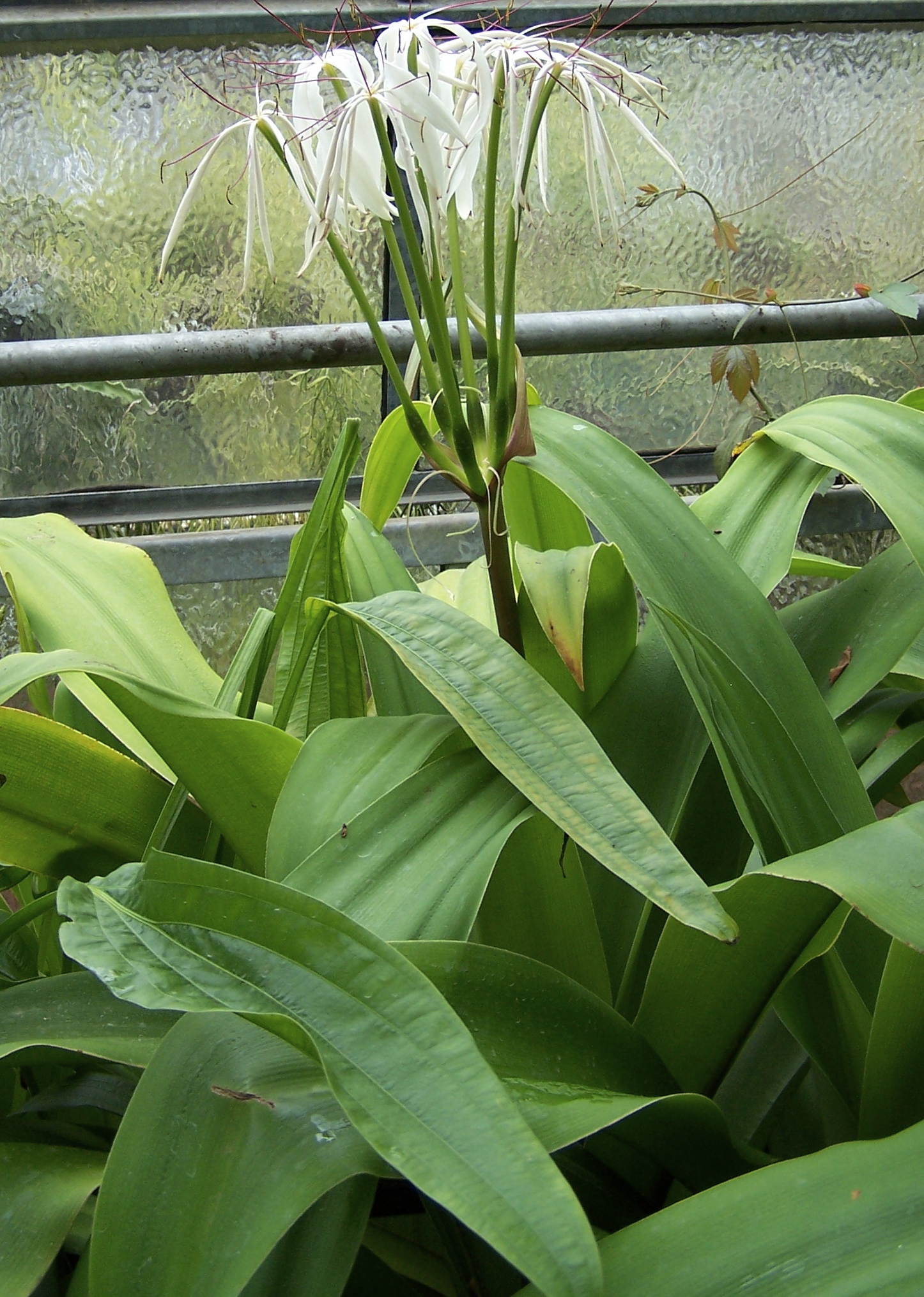